# Barreau de Kinshasa Gombe
 (mai 2018).
Si vous disposez d'ouvrages ou d'articles de référence ou si vous connaissez des sites web de qualité traitant du thème abordé ici, merci de compléter l'article en donnant les références utiles à sa vérifiabilité et en les liant à la section « Notes et références ».
Le Barreau de Kinshasa-Gombe est l'ordre professionnel regroupant les avocats de Kinshasa/Gombe en République démocratique du Congo. Il est constitué de trois organes d'administration : l’Assemblée générale, le Conseil de l'Ordre et le Bâtonnier de l'Ordre.
Son siège actuel est situé derrière le nouveau Palais de Justice, à côté de l'école de formation et de recyclage du personnel judiciaire, à Kinshasa / Gombe.

## Assemblée générale
L'Assemblée générale constitue l'organe souverain de l'Ordre des avocats. Elle se réunit sur convocation du Bâtonnier soit d'office, soit à la demande du conseil de l'ordre ou de la majorité des avocats inscrits au tableau.

## Conseil de l'Ordre
Le Conseil de l'ordre est l'organe exécutif de tout barreau. Il convient d'en exposer la composition, le mécanisme d'élection des membres ainsi que les attributions.

## Le Bâtonnier de l'Ordre
Le Bâtonnier est le chef élu de l’Ordre. Il représente le barreau, veille à la discipline de tous les avocats, concilie les différends et assure le bon fonctionnement du Conseil de l’ordre. Toute communication faite au barreau ou au Conseil de l’Ordre lui est adressée. 
Le Bâtonnier est élu pour trois ans, renouvelable une fois, par l’Assemblée générale au scrutin secret et à la majorité absolue des suffrages. 
Actuellement, le Barreau de Kinshasa/Gombe est dirigé par Maître Jean-Claude Mbaki Siluzaku, élu 13e Bâtonnier de l'Ordre lors de l'Assemblée générale élective du 14 mars 2020 et réélu le 11 octobre 2022.  

## Historique
La profession d'Avocat est implantée au Congo d'abord sous la forme de mandataire dès la création de l'État indépendant du Congo en 1885.
Ce n'est qu'en 1930 que les « Barreaux » sont institués par un décret promulgué le 7 novembre de la même année. De 1930 à nos jours, de nombreux textes légaux sont venus réglementer la profession d'Avocat. Il s'agit notamment de :
- Ordonnance-loi no 68-247 du 10 juillet 1968 portant organisation de Barreau, du corps des défenseurs judiciaires et réglementation de la représentation et de l'assistance des parties devant les juridictions ;
- Ordonnance-loi no 79-028 du 28 septembre 1979 portant organisation du Barreau, du corps de défenseurs judiciaires et de corps de mandataires de l'État.

Le barreau de Kinshasa / Gombe est jumelé avec le barreau de Liège-Huy (Belgique).

### Admission
Le candidat à la profession d'avocat au Congo est tenu de déposer au secrétariat de l'Ordre une demande d'admission écrite adressée au Bâtonnier, ainsi que les pièces nécessaires à l'examen de sa candidature. Il est tenu en outre de s'acquitter d'un droit dit « de constitution du dossier » et il sera soumis à un test d'admission.